# チェコと中華民国の関係
チェコと中華民国の関係（チェコとちゅうかみんこくのかんけい、繁体字: 捷克－中華民國關係）、あるいはチェコと台湾の関係（チェコとたいわんのかんけい、チェコ語: Česko-tchajwanské vztahy, 繁体字: 捷克－臺灣關係、英語: Czech Republic–Taiwan relations）とは、チェコと中華民国の間における国際関係について記述する。1949年以来、両国間の国交はない。

## 歴史

### 国交樹立から断交まで（1930年～1949年）
1930年2月12日、中華民国とチェコスロバキアの間で国交が樹立され、1931年、中華民国駐チェコスロバキア公使館をチェコスロバキアの首都プラハに開設。当初は、ポーランドが兼任していた。
1939年、ナチス・ドイツがチェコスロバキアを占領（ズデーテン併合）。公使派遣が中止され、プラハの中華民国公使はルーマニアに転任することになり、両国の外交関係は一時中断されることとなった。この間、チェコスロバキアは満州国を承認し公使を派遣した。
1941年8月26日、中華民国はロンドンのチェコスロバキア亡命政府を承認。公使館が開設され、オランダ公使が兼任した。
1944年7月25日、中華民国駐チェコスロバキア公使館が大使館に格上げ。当初は、オランダ大使が兼任。終戦後の1945年7月30日、正式に大使館が復館した。
1949年10月1日、毛沢東が中華人民共和国の建国を宣言すると、同月3日、チェコスロバキア社会主義共和国は中華人民共和国と国交を樹立し、中華民国と断交。

### 断交からビロード離婚まで（1949年～1993年）
1950年代～90年代の冷戦期において、西側諸国であった中華民国は東側諸国の国々との交流は、ほとんど行われることはなかった。

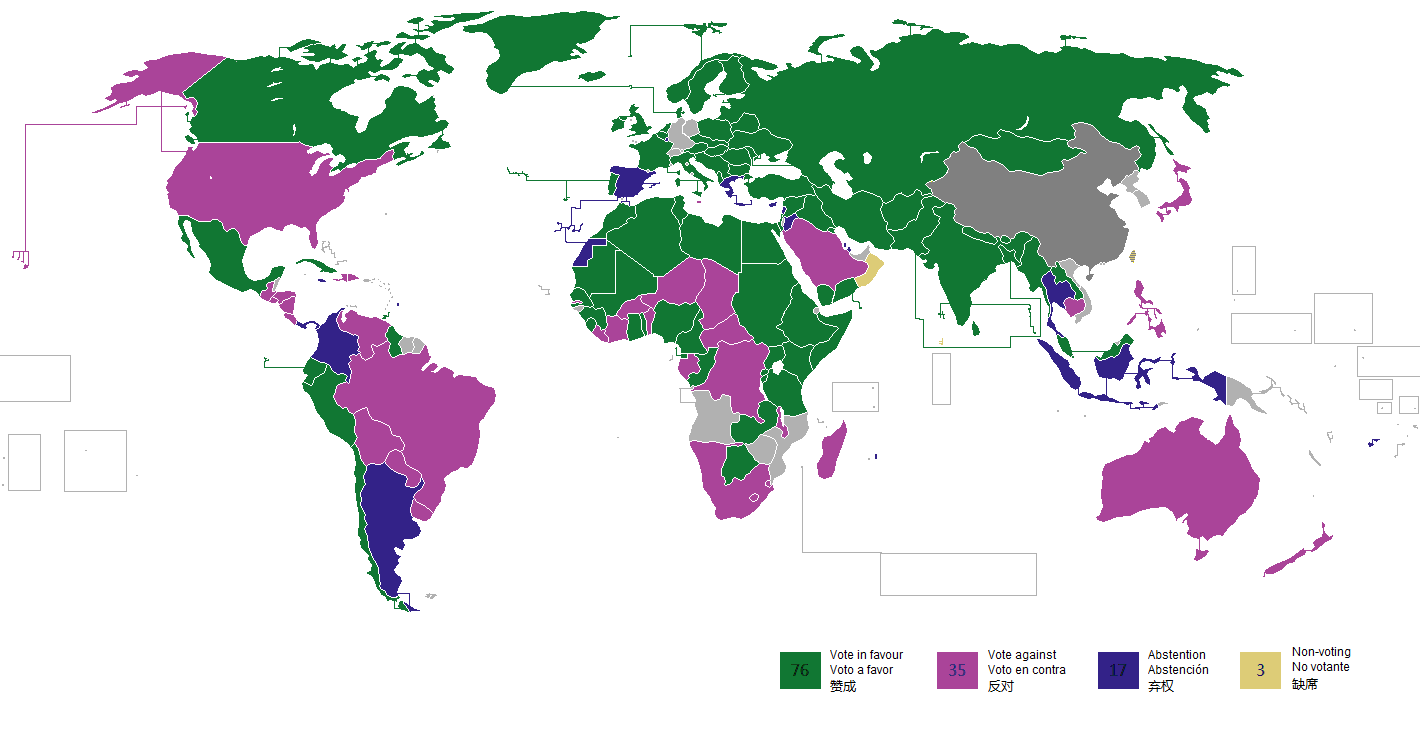
アルバニア決議（第26回国際連合総会2758号決議 2758 XXVI）に対する1971年当時の世界各国の投票行動の図。チェコスロバキアを含む緑色で塗られた諸国（76カ国）が賛成した。

1971年10月25日、アルバニア決議においてソ連の衛星国であったチェコスロバキアは、中華人民共和国の国連参加に賛成票を投じた。
1989年11月、ビロード革命で共産党政権が崩壊し、民主化が促進。国名も、チェコスロバキア社会主義共和国からチェコおよびスロバキア連邦共和国に変更された。1993年1月1日、チェコとスロバキアが分離（ビロード離婚）しチェコ共和国が成立。その後、両国の往来が再開された。

### ビロード離婚以後（1993年～）
1997年7月に発生した1997年の中央ヨーロッパ洪水に際しては、中華民国政府が2万ドルを寄付した。
2019年1月14日、プラハ市のズデニェク・フジブ市長がTwitterで、「2016年3月に北京市との間に締結された姉妹都市協定書において、1つの中国政策に関する項目について北京市と再交渉するつもりである。」と述べた。3月18日、「プラハ市が北京市と締結した姉妹都市協定書では「1つの中国原則」は、当初北京側が出した条件だが、北京市と他の姉妹都市間にはそのような項目はないため、受け入れる必要はない。」とした。同年10月7日、プラハ市は北京市との姉妹都市解消を発表した。12月プラハ市議会と台北市議会が、姉妹都市の締結を承認。2020年1月13日、プラハで姉妹都市協定の調印式が行われ、柯文哲台北市長と同市のフジブ市長が協定書に署名した。翌日14日、対抗措置として上海市はプラハ市との友好都市関係を解消し、公的往来も中断すると発表。
2020年4月1日、新型コロナウイルスの流行に対応して、蔡英文総統が感染の深刻な国々の医療従事者向けに1,000万枚のマスクを寄贈することを発表し、アメリカに200万枚、チェコやイギリスなどの欧州11カ国に700万枚、外交関係のある友好国に100万枚をそれぞれ無償提供を行った。
2020年5月20日、蔡英文総統が再選されると、チェコ上院副議長のミロシュ・ホルシュカやプラハ市のズデニェク・フジブ市長が祝辞を送った。
2020年9月1日、中国とは国交があり台湾と外交関係がないチェコから訪台中のミロシュ・ビストルチルチェコ共和国上院議長が台湾の立法院で演説して、共産主義と強圧的な政権に反対し、台湾の人々を支持すると演説し、最後は「わたしは台湾人だ」と中国語で締めくくり、民主主義国の団結、台湾との連帯を強く訴えた。これに対して中国は不快感を示した。
2021年7月27日、チェコが新型コロナウイルス感染症対策のCOVID-19ワクチン3万回分を台湾に提供することを決め、 蔡英文総統は深い感謝の意を表した。チェコの台湾支援には、米中の対立が深まる中、民主主義国同士の相互連携をアピールする目的がある。

#### 台湾の国際組織参加支持
- 1994年10月：チェコが国連総会で、「国籍普遍化原則」を提唱し台湾の参加を間接的に示唆[13]。
- 1995年10月：ヴァーツラフ・ハヴェル大統領が第50回国連総会の記者会見で台湾の国連加盟を支持[14]。
- 1997年,1998年,1999年,2001年：チェコが、国連総会の答弁中に台湾の国連参加について発言[15][16][17][18]。
- 2006年4月：チェコ下院議員の過半数が、台湾の世界保健機関（WHO）のオブザーバー参加に関しての議案に署名[19]。
- 2009年5月：欧州理事会議長のヤン・フィシェルが、第62回世界保健総会（WHA）（英語版）で台湾のオブザーバー参加を歓迎する声明を発表[20]。
- 2019年5月：チェコ下院議員55名、元老院25名およびズデニェク・フジブプラハ市長が世界保健機関（WHO）に、台湾を世界保健総会に招待するよう求める書簡に署名[21][22]。
- 2020年5月：チェコ議会元老院の外交国防及び安全保障委員会と衛生及び社会政策委員会が、台湾を世界保健機関（WHO）・世界保健総会（WHA）に参与することを支持する決議を可決[23]。

## 主な要人往来
- 1995年6月：連戦行政院長（首相）がチェコを訪問。ヴァーツラフ・クラウス首相、ヴァーツラフ・ハヴェル大統領らと会談[24]。
- 2000年10月：李登輝元総統がチェコを訪問[25]。
- 2001年1月：吳淑珍（中国語版）総統夫人がチェコを訪問。ヴァーツラフ・ハヴェル大統領らと面会[26]。
- 2004年11月：ヴァーツラフ・ハヴェル元大統領夫妻が訪台。陳水扁総統、呂秀蓮副総統らと会談[27]。
- 2019年3月：ズデニェク・フジブプラハ市長が訪台。蔡英文総統、呉釗燮外交部長、唐鳳政務委員、柯文哲台北市長らと会談[28]。
- 2020年1月：柯文哲台北市長がチェコを訪問。プラハ市との姉妹都市協定書に署名[6]。
- 2020年8月～9月：チェコ議会上院のミロシュ・ビストルチル議長（英語版）、ズデニェク・フジブプラハ市長などの89人の訪問団が訪台。蔡英文総統、柯文哲台北市長らと会談（チェコ上院議長の台湾訪問（中国語版））[29]。

## 二国間協定
| 日期           | 協議 | 備考     |
| -------------- | --- | -------- |
| 1930年2月12日  | 友好通商条約                                                                                                 |          |
| 1991年5月26日  | 台北国家科学委員会とチェコスロバキア科学アカデミーによる協力協定                                             |          |
| 1991年6月28日  | 中華民国郵政総局とチェコスロバキア郵政の国際スピード郵便協定                                                 |          |
| 1993年9月24日  | 中華民国国家科学委員会とチェコ科学アカデミーによる科学協力協定                                               |          |
| 1995年10月4日  | 台北経済部投資業務処とチェコインベストによる協定                                                             |          |
| 1995年10月5日  | 台北商品検査局とプラハ標準測定検査局による覚書                                                               |          |
| 1996年9月20日  | 中華民国行政院原子能委員会核能研究所とチェコ核子研究所による協力覚書                                         |          |
| 1998年3月2日   | 中華民国財政部関務署とチェコ関税局による関税に関する協力覚書                                                 |          |
| 2001年1月31日  | 台湾標準検査局とプラハ標準測定検査局による覚書                                                               |          |
| 2008年11月3日  | 中華民国国家科学委員会とチェコ科学財団による研究協力覚書                                                     |          |
| 2010年5月5日   | 電子政府協力覚書                                                                                             |          |
| 2010年9月3日   | 中華民国国家科学委員会とチェコ共和国技術庁による情報交換協力に関する覚書                                     |          |
| 2010年9月13日  | 台湾知的財産局とチェコ工業財産局による情報交換協力に関する覚書                                               |          |
| 2011年9月6日   | 中華民国国家通訊伝播委員会とチェコ電子通信局による電気通信協力に関する覚書                                   |          |
| 2012年1月25日  | 中華民国国家科学委員会とチェコ教育・青少年・スポーツ省による科学技術協力に関する覚書                         |          |
| 2013年1月18日  | 中華民国行政院原子能委員会核能研究所とチェコ原子力安全庁による原子力協力に関する覚書                         |          |
| 2013年6月24日  | イノベーション研究開発協力に関する覚書                                                                       |          |
| 2015年12月28日 | 駐チェコ台北経済文化弁事処と駐台北チェコ経済文化弁事処によるワーキングホリデーに関する覚書                   |          |
| 2016年5月3日   | 駐チェコ台北経済文化弁事処と駐台北チェコ経済文化弁事処による教育協力に関する共同声明                         |          |
| 2016年6月29日  | 台湾科技部とチェコ科学アカデミーによる科学協力に関する協定                                                   |          |
| 2016年6月29日  | 台湾科技部とチェコ科学アカデミーによる科学協力に関する協定の2017年～2018年議定書                             |          |
| 2017年12月12日 | 所得税二重課税回避と脱税防止協定（ADTA）                                                                     | [ 註 1 ] |
| 2020年4月1日   | 防疫協力に関する共同声明                                                                                     |          |
| 2020年8月31日  | アジア・シリコンバレー計画執行センターとチェコ科学技術先進地域によるスマートシティとAIoT交流に関する協力覚書 |          |
| 2020年8月31日  | 数位時代媒体集団とチェコ台湾商会イノベーションによる創業に関する協力覚書                                     |          |
| 2020年8月31日  | 精密機械研究発展中心とチェコ台湾商会によるスマート機械に関する協力覚書                                       |          |

### 註釈
1. ↑  発効：2020年5月12日；施行：2021年1月1日